# Паршине (Могилівська область)
Паршине ( біл. Паршына )  — агромістечко у Горецькому районі Могилівської області Білорусі, адміністративний центр Паршинської сільради.

## Історія
Вперше згадується у 16-му столітті  . Село Оршанського повіту.
З 1772 - у складі Російської імперії, Чауський повіт. У 1785 - село в складі маєтку Гори, володіння Н. Л. Салагубової, 39 дворів, 261 житель.
У 1909 році - село Гірської волості Чауського повіту, 69 дворів, 510 жителів, були млин, народне училище.
З 26 квітня 1919 року в Гомельській, з 27 липня 1922 року - Смоленської губернії РРФСР, з 20 серпня 1924 року - центр сільради Горецького району Оршанського округу БРСР (до 26 липня 1930 року), з 20 лютого 1938 року - Могилівській області. липня 1954 року у Будській сільській Раді, з 20 червня 1966 року – центр сільради.
У 1926 році — 49 дворів, 257 мешканців.
У 1929 році жителі села об'єдналися в колгосп «Промінь».
У 1940 році село налічувало 97 дворів, 350 мешканців.
У липні 1941 року окупована німецько-фашистськими загарбниками. У вересні 1943 року карателі повністю спалили поселення. Звільнено 26 червня 1944 року. У центрі села поховано 114 радянських воїнів, які загинули у боях із німецько-фашистськими загарбниками у 1944 році. 259 земляків загинули у роки війни. Для увічнення їхньої пам'яті на околиці села у 1968 році поставлено стелу.
З 6 липня 1954 року село Паршине Будської сільради.
З 20 червня 1966 року Паршино – центр сільради, до складу якого входило 12 населених пунктів.
2002 року у зв'язку зі скасуванням Горецької сільської Ради відбулося укрупнення сільської Ради, до складу якої входило 18 населених пунктів.
З 1 лютого 2014 року відбулося укрупнення сільської Ради до складу якої входить 25 населених пунктів (приєднано 6 населених пунктів Ленінської сільської Ради, 1 населений пункт Горської сільської Ради).

## Населення
- 1999 рік - 623 особи
- 2010 рік - 627 осіб